# Reloj de la Tercera Avenida
El Reloj de la Tercera Avenida (en inglés: Sidewalk Clock at 519 3rd Avenue) es un reloj histórico ubicado en Nueva York, Nueva York. El Reloj de la Tercera Avenida se encuentra inscrito  en el Registro Nacional de Lugares Históricos desde el 18 de abril de 1985, aunque prácticamente el reloj ha desaparecido, pero el Registro Nacional aún lo mantiene listado en su sitio web.

## Ubicación
El Reloj de la Tercera Avenida se encuentra dentro del condado de Nueva York en las coordenadas 40°44′46″N 73°58′41″O / 40.746111, -73.978056.